# Автоматический ввод резерва

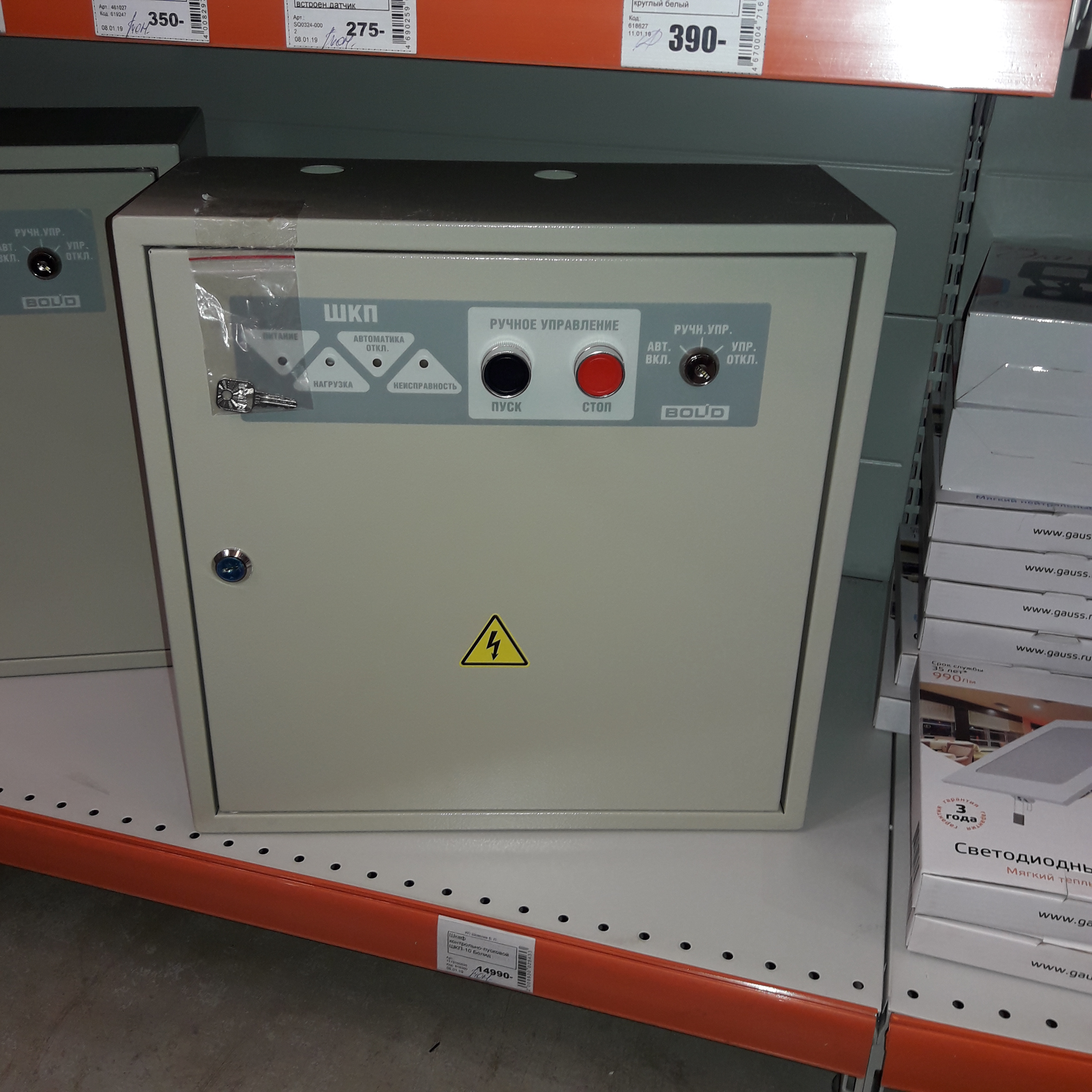
Оборудование управления электродвигателями пожаротушения (основным и резервным)

Автоматический ввод резерва — функция сетевой автоматики, защищающая энергетическую систему. Является частью более широкого понятия автоматическое включение резерва — включение автоматическим устройством резервного оборудования взамен отключившегося основного. Широко применяется в энергетике, служит для обеспечения бесперебойного электроснабжения потребителей. Термин автоматическое включение резерва используется как для переключения оборудования энергосистем, приводов, так и переключения неэлектрического питания, оборудования вычислительных систем. В Правилах устройства электроустановок используется термин автоматическое включение резервного питания и оборудования (АВР). Потребители: коммутационный аппарат переключения (переключатель питания) (англ. Transfer switch) — аппарат для переключения одной или нескольких цепей нагрузки от одного источника к другому.:п. 2.1.1

## Сетевая автоматика

Схема секционированной системы сборных шин. Секции имеют связь посредством секционного выключателя QS

Автоматическое восстановление питания должно обеспечиваться для:
- электроприемников первой категории — обеспечиваются электроэнергией от двух независимых взаимно резервирующих источников питания;
- особая группа электроприемников первой категории — обеспечиваются электроэнергией от трех независимых взаимно резервирующих источников питания.[7]

Таким образом, кроме неудобств в повседневной жизни человека, длительный перерыв в электропитании может привести к угрозе жизни и безопасности людей, материальному ущербу и другим, не менее серьёзным последствиям. Гарантированное питание можно реализовать, осуществив электропитание каждого потребителя от двух источников одновременно (для потребителей I категории так и делают), однако подобная схема имеет ряд недостатков:
- Токи короткого замыкания при параллельной работе источников питания гораздо выше, чем при раздельном питании потребителей.
- В питающих трансформаторах выше потери электроэнергии
- Релейная защита сложнее, чем при раздельном питании.
- Необходимость учета перетоков мощности вызывает трудности, связанные с выработкой определённого режима работы системы.
- В некоторых случаях не получается реализовать схему из-за того, что нет возможности осуществить параллельную работу источников питания из-за ранее установленной релейной защиты и оборудования.

В связи с этим возникает необходимость в раздельном электроснабжении и быстром восстановлении электропитания потребителей. Решение этой задачи и выполняет АВР. АВР может подключить отдельный источник электроэнергии (генератор, аккумуляторную батарею) или включить выключатель, разделяющий сеть, при этом перерыв питания может составлять всего 0.3 — 0.8 секунд.
При проектировании схемы АВР, допускающей включение секционного выключателя, важно учитывать пропускную способность питающего трансформатора и мощность источника энергии, питающих параллельную систему. В противном случае может получиться так, что переключение на питание от параллельной системы выведет из строя и её, так как источник питания не сможет справиться с суммарной нагрузкой обеих систем. В случае если невозможно подобрать такой источник питания, обычно предусматривают такую логику защиты, которая отключит наименее важных потребителей тока обеих систем.
АВР разделяют на:
- АВР одностороннего действия. В таких схемах присутствует одна рабочая секция питающей сети, и одна резервная. В случае потери питания рабочей секции АВР подключит резервную секцию.
- АВР двухстороннего действия. В этой схеме любая из двух линий может быть как рабочей, так и резервной.
- АВР с восстановлением. Если на отключенном вводе вновь появляется напряжение, то с выдержкой времени он включается, а секционный выключатель отключается. Если кратковременная параллельная работа двух источников не допустима, то сначала отключается секционный выключатель, а затем включается вводной. Схема вернулась в исходное состояние.
- АВР без восстановления.

АВР должен срабатывать однократно. Это требование обусловлено недопустимостью многократного включения резервных источников в систему с неустранённым коротким замыканием.
АВР должен срабатывать всегда, в случае исчезновения напряжения на шинах потребителей, независимо от причины. В случае работы схемы дуговой защиты АВР может быть блокирован, чтобы уменьшить повреждения от короткого замыкания. В некоторых случаях требуется задержка переключения АВР. К примеру, при запуске мощных двигателей на стороне потребителя, схема АВР должна игнорировать просадку напряжения.

### Принцип действия
Реализацию схем АВР осуществляют с помощью средств РЗиА: реле различного назначения, цифровых блоков защит (контроллер АВР), переключателей — изделий, включающих в себя механическую коммутационную часть, микропроцессорный блок управления, а также панель индикации и управления.

контроллер АВР AVR v5.31

В качестве измерительного органа для АВР в высоковольтных сетях служат реле минимального напряжения (реле контроля фаз), подключённые к защищаемым участкам через трансформаторы напряжения. В случае снижения напряжения на защищаемом участке электрической сети реле даёт сигнал в схему АВР. Однако, условие отсутствия напряжения не является достаточным для того, чтобы устройство АВР начало свою работу. Как правило, должен быть удовлетворён ещё ряд условий:
- На защищаемом участке нет неустранённого короткого замыкания. Так как понижение напряжения может быть связано с коротким замыканием, включение дополнительных источников питания в эту цепь нецелесообразно и недопустимо.
- Вводной выключатель включён. Это условие проверяется, чтобы АВР не сработало, когда напряжение исчезло из-за того, что вводной выключатель был отключён намеренно.
- На соседнем участке, от которого предполагается получать питание после действия АВР, напряжение присутствует. Если обе питающие линии находятся не под напряжением, то переключение не имеет смысла.

После проверки выполнения всех этих условий логическая часть АВР даёт сигнал на отключение вводного выключателя обесточенной части электрической сети и на включение межлинейного (или секционного) выключателя. Причём, межлинейный выключатель включается только после того, как вводной выключатель отключился.
АВР подразделяется также на системы с восстановлением и без восстановления: при работе с восстановлением при возникновении напряжения на вводе с установленной выдержкой схема восстанавливает исходную конфигурацию. Обычно данный режим выбирается установкой накладок вторичных цепей в соответствующее положение. При восстановлении АВР допускается кратковременная работа питающих трансформаторов «в параллель» для бесперебойности электроснабжения.
В низковольтных сетях одновременно в качестве измерительного и пускового органа могут служить магнитные пускатели или модуль АВР-3/3.
Либо предназначенный для управления схемами АВР микропроцессорный контроллер АВР.

## Коммутационный аппарат переключения (переключатель питания)
Нормативно оборудование для переключения питания с одного источника на другой делится на:
- с вентильными переключающими аппаратами переменного тока;
- c релейно-контакторными переключающими аппаратами переменного тока (IEC 60947-6-1);
  - коммутационная аппаратура ручного переключения (РКАП);
  - коммутационная аппаратура дистанционного переключения (ДКАП);
  - коммутационная аппаратура автоматического переключения (КААП);[9]
- для переключения источников постоянного тока;
- коммутационные устройства с подключением к источнику бесперебойного энергоснабжения (IEC 62040).

### Автоматический

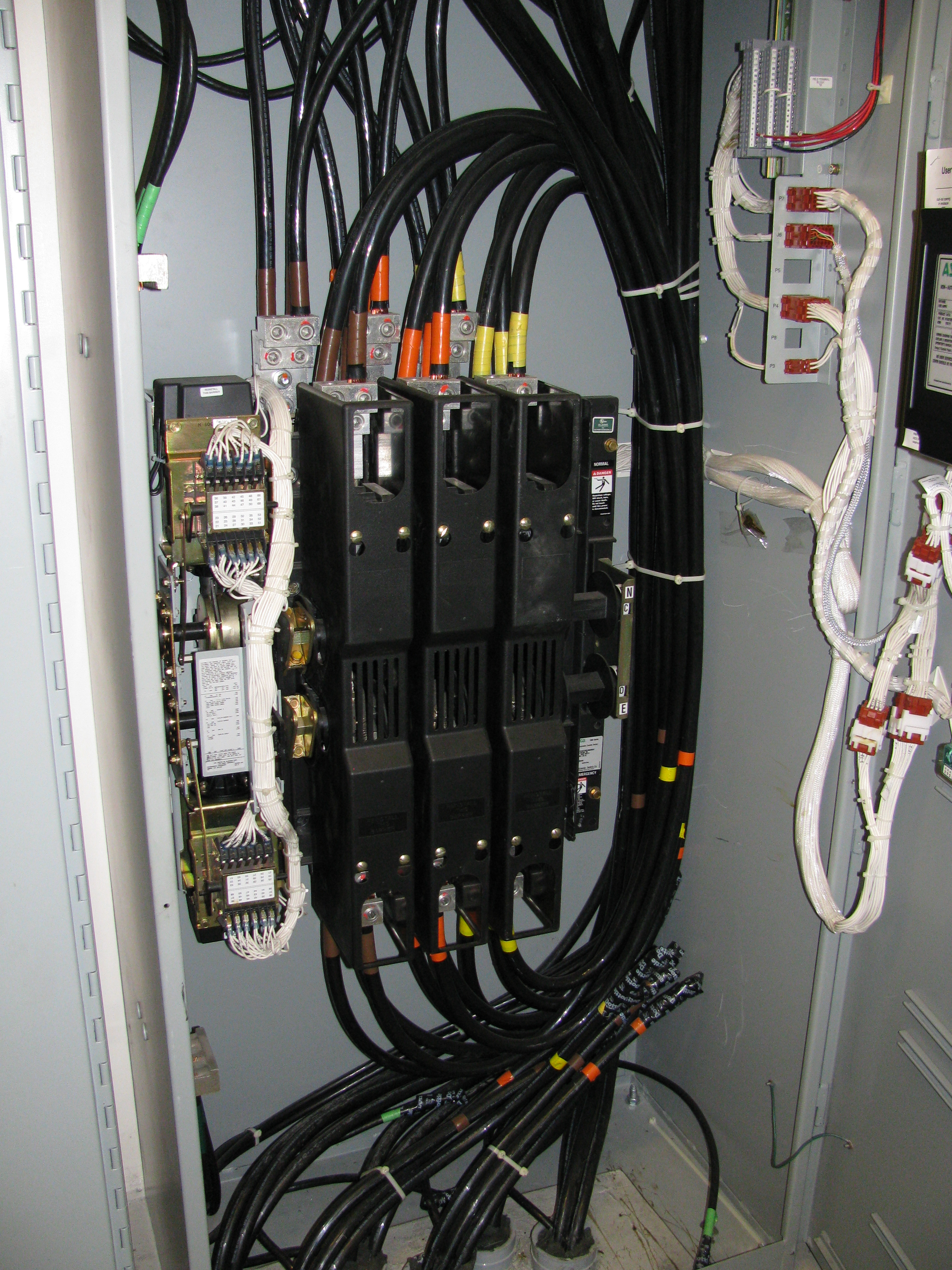
Автоматический переключатель питания дата-центра

Коммутационная аппаратура автоматического переключения — аппаратура автономного действия, состоящая из коммутационного аппарата (аппаратов) переключения и других устройств, необходимых для контроля цепей питания и переключения одной или нескольких цепей нагрузки от одного источника питания к другому.:п. 2.1.2
Автоматические переключатели питания делятся на оборудование:
- постоянного тока;
- переменного тока
  - использующие релейно-контакторные схемы;
  - с непрерывной подачей питания при переключении нагрузок;
  - источники бесперебойного питания.[8]:п.1

При автоматическом переключении обеспечивается гарантированное электропитание, когда допускается перерыв на время ввода в действие резервного источника. Бесперебойное электропитание с "мгновенным" вводом в действие резервного источника обеспечивает источник бесперебойного электропитания.
Возможно использование автоматической коммутационной аппаратуры не только во время длительных отключений рабочего источника питания, но и при кратковременных провалах напряжения. Если допустимое время перерыва питания меньше 0,2 с возможно только использование источников бесперебойного питания, защита автоматическими выключателями цепи с коротким замыканием для уменьшения времени перерыва питания в таком случае невозможна или неэффективна. Если допустимое время более 0,2 с возможно использование защит электросети или использование источников бесперебойного питания. При допустимом времени 5…20 с возможно отказаться от источников бесперебойного питания и использовать автоматическую коммутационную аппаратуру.:с. 61